# Polynema eucharis
Polynema eucharis är en stekelart som beskrevs av Perkins 1912. Polynema eucharis ingår i släktet Polynema och familjen dvärgsteklar.
Artens utbredningsområde är Fiji. Inga underarter finns listade i Catalogue of Life.